# Sumba
Sumba (indonezijski: Pulau Sumba) je otok na istoku Indonezije. Dio je otočja Mali sundski otoci. Pripada pokrajini Istočni Mali sundski otoci. Sumba se dijeli na kabupatene Zapadna Sumba, Istočna Sumba, Središnja Sumba i Jugozapadna Sumba. Otok je površine 11.153 km². Glavni grad Zapadne Sumbe je Waikabubak, Istočne Sumbe Waingapu, Središnje Sumbe Waibakul a Jugozapadne Sumbe Tambolaka. Waingapu je najveći grad na otoku. Prema popisu stanovnika Indonezije iz 2010. na Sumbi živi 656.259 stanovnika. Okružuju ga otoci Sumbawa, Flores, Timor i Australija. Morski tjesnaci koji ga dijele od susjednih otoka su Sumpski tjesnac, more Sawu, otok Sawu i Indijski ocean. 
Stanovnici Sumbe danas su narod Tau Humba (Sumba, Sumbanežani), narod austronezijskog i melanezijskog podrijetla, Savunežani, narod koji sebe smatra hinduskim i Endeženani. Stare animističke vjere na otoku su marapu i djingi tiu. 25 do 30% stanovnika prakticira animistički marapu, ostatak su kršćani, većinom nizozemski kalvinisti, značajnu manjinu predstavljaju rimokatolici. Za širenje kršćanstva uspostavljena je misija na Sumbi. Doseljeni Savunežani s otoka Sawu imaju snažne povijesne sveze s hinduizmom i animizmom djingi tiu. U priobalju je nešto sunitskih muslimana. 
Sumba je društvo visoke raslojenosti na kaste, što je osobito snažno rasprostranjeno na istoku Sumbe, dok na zapadu Sumbe društvo je nacionalno i jezično raznolikije. Narod Tau Humba govori raznolikim austronezijskim jezicima i mješovitih je austronezijsko-melanezijskih korijena. Najveća jezična skupina su govornici jezika kambera kojim govori četvrt milijuna ljudi na istoku Sumbe.
U povijesti Sumba je izvozila sandalovinu pa je bila poznata kao otok Sandalovine (Sandelhouteiland). Po njoj je ime dobila lokalna konjska pasmina sandalovinski poni koja potječe sa Sumbe i Sumbawe. Skoro sva stara šuma raščišćena je radi sađenja kukuruza, manioke i drugih biljaka pa su danas od izvornih šuma ostale samo izolirane male površine. Proces se nastavlja i dansa zbog rastućeg broja stanovništva na otoku zbog čega predstavlja prijetnju ptičjoj fauni. 1998. dva su nacionalna parka na otoku određena za zaštitu ugroženih vrsta: Laiwangi Wanggameti i Manupeu Tanah Daru.
Prije dolaska zapadnih Europljana u 16. stoljeću Sumbu su naseljavali australski i polinezijski narodi. 1522. došli su prvi brodovi iz Europe. Do 1866. pripadala je Nizozemskoj istočnoj Indiji, premda otok nije došao pod nizozemsku upravu sve do 20. stoljeća. Isusovci su na otoku otvorili misiju u Lauri na Zapadnoj Sumbi 1866.
Unatoč dodirima sa zapadnim kulturama Sumba je jedno od rijetkih mjesta na svijetu na kojem su megalitski pokopi "živa tradicija" koju se održava kad umru prominentni pojedinci. Pokop uz megalite je običaj koji se izvodio diljem svijeta u mlađem kamenom dobu i brončanom dobu. Do danas preživio je na Sumbi i privukao je pozornost znanstvenika. Na Anakalangu, su iskopane četverokutaste teslice. Sumba održava još jednu vrlo staru tradiciju. To je vrlo opasna igra pasola koja ponekad rezultira i smrću sudionika. Momčadi koje čine stotine jahača konja bore se kopljima.
Potres koji je 19. kolovoza 1977. zatresao Sumbu bio je snage 7,0 po Richterovoj ljestvici prouzročio je cunami. 316 osoba poginulo je na otoku i otocima koji se nalaze zapadno. 